# Cailee Spaeny
Cailee Spaeny   (Knoxville, 24 de juliol de 1998) és una actriu estatunidenca. El seu paper de debut al cinema va ser el d'Erica al curtmetratge de 2016 Counting to 1000. El 2018 va actuar en nombroses pel·lícules importants com ara a la pel·lícula de ciència-ficció d'aventures de Steven S. DeKnight Pacific Rim: Uprising, amb John Boyega i Scott Eastwood; al thriller de Drew Goddard Bad Times at the El Royale i als drames biogràfics Per raó de sexe i Vice.
El 2023 va guanyar la Copa Volpi per la millor interpretació femenina, per la seva actuació a Priscilla, pel·lícula sobre la vida de la dona de Elvis Presley.

## Filmografia

### Pel·lícules
| Any  | Títol                                 | Paper              | Notes        |
| ---- | ------------------------------------- | ------------------ | ------------ |
| 2018 | Pacific Rim: Uprising                 | Amara Namani       |              |
| 2018 | Bad Times at the El Royale            | Rose Summerspring  |              |
| 2018 | Per raó de sexe (On the Basis of Sex) | Jane Ginsburg      |              |
| 2018 | El vici del poder (Vice)              | Young Lynne Cheney |              |
| 2020 | The Craft: Legacy                     | Lily               |              |
| 2021 | How It Ends                           | Jove Liza          |              |
| 2022 | Unlimited World                       | Lars               | Curtmetratge |
| 2023 | Priscilla                             | Priscilla          |              |
| 2024 | Civil War                             | Jessie             |              |
| 2024 | Alien: Romulus                        | Rain               |              |

### Televisió
| Any  | Títol            | Paper          | Notes     |
| ---- | ---------------- | -------------- | --------- |
| 2020 | Devs             | Lyndon         | Minisèrie |
| 2021 | Mare of Easttown | Erin McMenamin | Minisèrie |

### Vídeos musicals
| Any  | Grup                     | Cançó                | Notes |
| ---- | ------------------------ | -------------------- | ----- |
| 2019 | The All-American Rejects | "Send Her to Heaven" |       |